# 12802 Hagino
12802 Hagino è un asteroide della fascia principale. Scoperto nel 1995, presenta un'orbita caratterizzata da un semiasse maggiore pari a 2,4166313 UA e da un'eccentricità di 0,1484102, inclinata di 3,62201° rispetto all'eclittica.